# Théo De Percin
Théo Franck Mathias De Percin (Tarbes, 2 de Fevereiro de 2001) é um futebolista francês que atua como goleiro. Atualmente é jogador do Auxerre. Nascido na França, já jogou na Seleção Martinicana de Futebol.

## Carreira

### Auxerre
Joia da base do Auxerre desde 2014, De Percin assinou seu primeiro contrato profissional com o clube em 18 de março de 2021. Ele fez sua estreia profissional com o Auxerre na derrota por 3-1 na Coupe de France para o Lille em 18 de dezembro de 2021.

## Carreira Internacional
Nascido em Tarbes, França, De Percin é descendente de Martinicanos. Ele estreou pela seleção da Martinica na derrota por 2 a 1 para o Panamá na Copa Ouro da CONCACAF em 30 de junho de 2023.
Em 26 de junho de 2024, De Percin foi convocado para substituir o lesionado Robin Risser na seleção olímpica da França antes dos Jogos Olímpicos de Verão de 2024. No dia 4 de julho, o técnico Thierry Henry anunciou que De Percin não havia sido convocado para a seleção final da competição, mas que permaneceria no grupo como reserva em caso de lesão.

## Vida Pessoal
De Percin é filho do treinador de futebol Francis De Percin.